# Koela (Bulgarije)
Koela (Bulgaars: Кула) is een stad in de Bulgaarse oblast Vidin. Koela ligt op 30 km afstand van de stad  Vidin en op 13 km afstand van de Servische grens met het district Zaječar. Op 31 december 2018 telde de stad Koela 2.618 inwoners, terwijl de gemeente Kovatsjevtsi, waarbij ook de omliggende 9 dorpen bij worden opgeteld, 3.654 inwoners had. Koela is de derde stad in  oblast Vidin, alleen  Vidin en Belogradtsjik zijn groter.

## Geografie
De gemeente Koela heeft een oppervlakte van 279 km². De gemeente grenst in het noorden aan de gemeente Boïnitsa; in het oosten aan de gemeente Vidin; in het zuidoosten aan de gemeente Gramada; in het zuiden aan de gemeente Makresj en in het westen aan Servië.  
Het reliëf van de gemeente is overwegend heuvelachtig. Kenmerken van het reliëf zijn de uitgestrekte ruggen van de valleien, die afgeplat of licht hellend zijn. Het hoogste punt is 692 meter boven de zeespiegel, terwijl het laagste punt zo’n 90 meter boven de zeespiegel ligt.

## Geschiedenis
Tijdens de  Ottomaanse overheersing heette de stad Adlie (Адлие). 
Aan het einde van de  achttiende en het begin van de negentiende eeuw vestigden kolonisten uit Teteven zich hier en tot op de dag van vandaag wordt het lokale dialect sterk beïnvloed door de dialecten die gesproken worden in de centrale Balkan, in tegenstelling tot de omringende dialecten. 
In de vroege jaren van de 20e eeuw stond de stad bekend om haar voortdurende steun voor de  Democratische Partij. 
Tijdens de collectivisatie van de stad werd er een coöperatieve boerderij opgericht genaamd “Mitsjoerin”, vernoemd naar de naam van de Sovjet-agronoom Ivan Mitsjoerin.  
In 1950-1951 werden acht families (31 mensen in totaal) met geweld de stad uitgezet door het communistische regime.